# Ośrodek Sportu i Rekreacji w Suwałkach

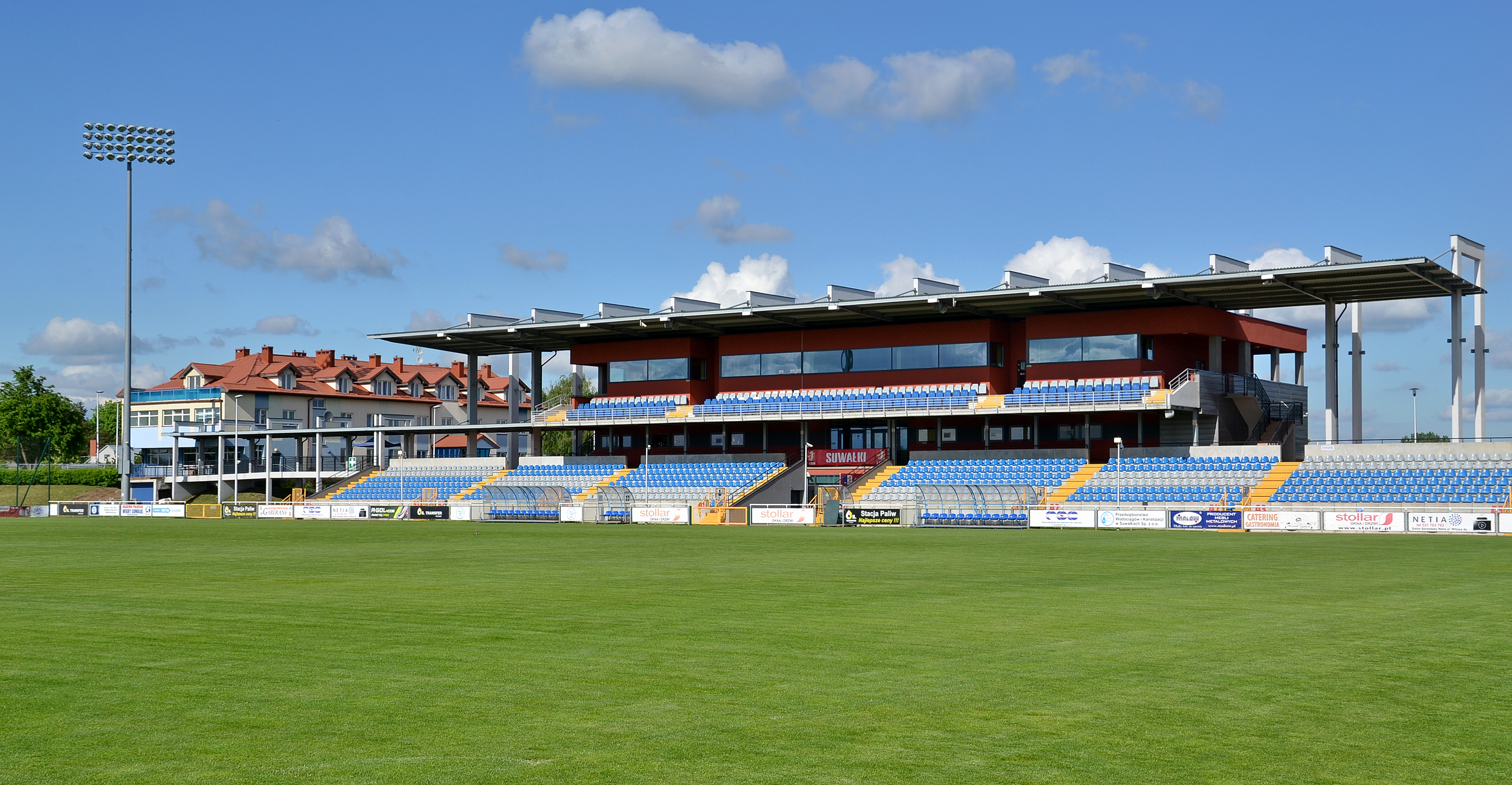
Stadion Miejski w Suwałkach

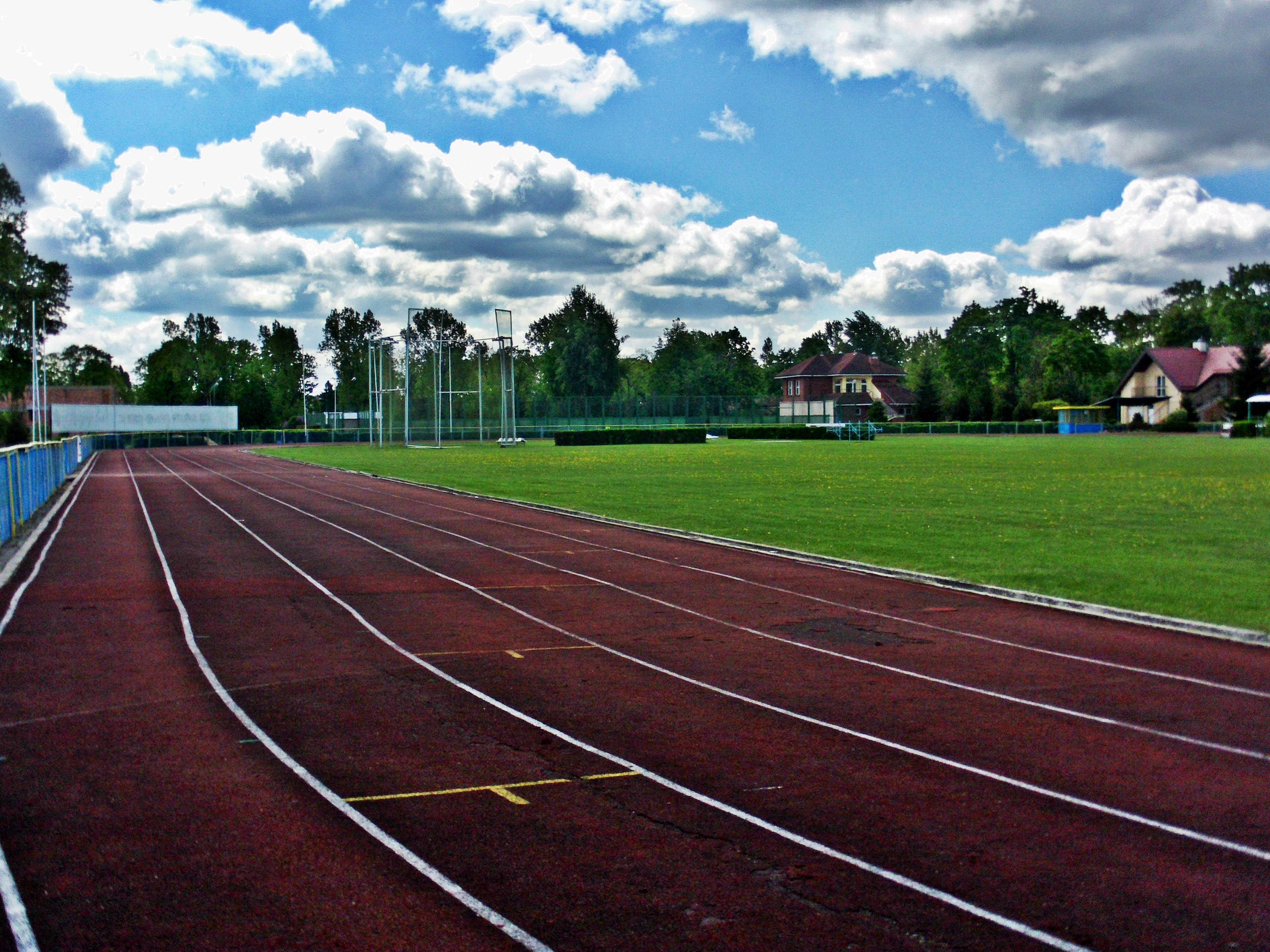
Stadion lekkoatletyczny w Suwałkach

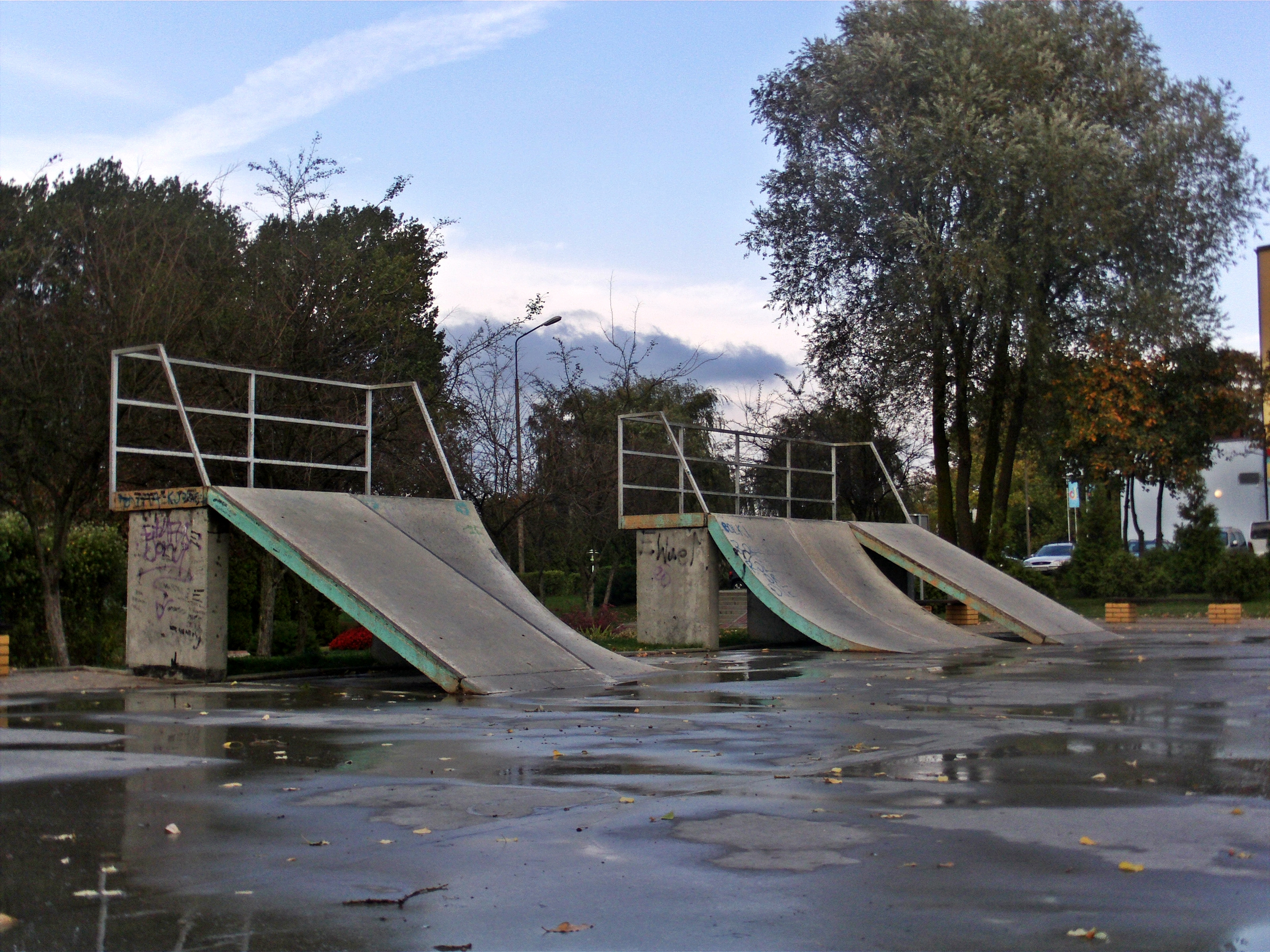
Skatepark w Suwałkach

Ośrodek Sportu i Rekreacji w Suwałkach – jednostka budżetowa zajmująca się krzewieniem kultury fizycznej, sportu i rekreacji w Suwałkach. OSiR powstał 22 grudnia 1999 roku, swoją siedzibę ma przy ulicy Wojska Polskiego 2. Ośrodek prowadzi swoją działalność na terenie miasta Suwałki i miejscowości Stary Folwark. Dyrektorem OSiR-u jest Waldemar Borysewicz.

## Sekcje Sportowe
- Piłka nożna
- Tenis stołowy
- Modelarstwo lotnicze
- Boks
- Kulturystyka, Fitness i Trójbój Siłowy
- Akrobatyka
- Żeglarstwo wodne i lądowe

## Obiekty Sportowe
- Stadion Miejski w Suwałkach
- Stadion lekkoatletyczny w Suwałkach
- Suwałki Arena
- Hala OSiR Suwałki
- Aquapark Suwałki
- Pływalnia OSiR Suwałki
- Korty tenisowe w Suwałkach
- Eurocamping Suwałki
- Hotel Wigry
- Skatepark Suwałki
- Ośrodek Wypoczynkowo-Żeglarski Stary Folwark
- Centrum obiektów przy Zalewie Arkadia
- Boisko sportowe (oś. Kamena)